# Waldemar Chaves de Araújo
Waldemar Chaves de Araújo (ur. 23 lipca 1934 w Bom Despacho) – brazylijski duchowny rzymskokatolicki, w latach 1996-2010 biskup São João del Rei.

## Życiorys
Święcenia kapłańskie przyjął 22 września 1962. 18 listopada 1989 został mianowany biskupem Teófilo Otoni. Sakrę biskupią otrzymał 3 lutego 1990. 26 czerwca 1996 został mianowany biskupem São João del Rei. 26 maja 2010 przeszedł na emeryturę.